# Виталий Петров
Виталий Александрович Петров (на руски: Виталий Александрович Петров) е руски автомобилен състезател във Формула 1.

## Биография
Роден е на 8 септември 1984 г. във Виборг, Русия. Кариерата му започва през 1998 г. в състезанието Рали Русия. В този клас руснакът се задържа до 2001 г. След това прави добър сезон във Формула Лада през 2002 г. и във Формула Рено през 2003 и 2004 г. През периода от 2005 до 2007 г. кара в сериите Формула 1600 и Формула 3000. През 2007 г. Виталий се качва в болид от сериите GP2 през 2006 г. за отбора на Дейвид Прайс Рейсинг. През 2007 г. преминава в Кампос и остава до 2009 г., когато става вицешампион в GP2.
Негов мениджър е ТВ коментаторката Оксана Косаченко.
За сезон 2010 подписва с тима на Рено във Формула 1. Така Петров става първият руски пилот във Формула 1.

### Начало на кариерата и пътят към Формула 1
Виталий Петров става част от Формула 1 с много големи спонсори, но не трябва да се забравя, че завършва втори в сезон 2009 в GP2 и това само по себе си е голямо постижение. Той преминава по същия път до Формула 1, който са извървели вече Люис Хамилтън, Хейки Ковалайнен и Бруно Сена. След картинга Виталий участва в руската купа Лада през 2002 г., където печели всяко състезание. След това той кара две години във Формула Рено. През 2005 г. се завръща в Русия, където участва в шампионата Формула 1600 Русия, където печели и титлата. През 2006 г. записва и първите си няколко състезания в GP2, а през следващата година вече се състезава през целия сезон, когато взима и първата си победа.
През 2008 г. отново печели състезание с Кампос и завършва седми в крайното класиране зад Бруно Сена и Ромен Грожан. 2009 година обаче е годината на Виталий. Той прави много силен сезон в GP2 и завършва на второ място зад Нико Хюлкенберг. Въпросът за спонсорството на Виталий остава налице. Според него парите идват както от баща му, така и от близки и приятели. Рено гласуват доверие на Петров, сега остава той да го оправдае.

### Първият сезон във Формула 1
Първият руски пилот във Формула 1 не оставя добро впечатление след първия си сезон в състезанието. Петров прави редица глупави катастрофи и слаби представяния и на мнозина им става трудно да видят как Рено пазят руснака заради таланта му, а не заради огромните спонсори, които довежда в тима. В средата на сезона слабите изяви на Виталий карат Рено да постави ултиматум. Той трябва или да подобри пилотирането си, или да си отива. Петров започва да кара по-добре, като вече често завършва в зоната на точките. Той се оказва и един от най-трудните за изпреварване пилоти, след като успява да задържи зад себе си Фернандо Алонсо в Абу Даби и по този начин лишава испанеца от възможността да се бори за титлата.